# Oncideres malleri
Oncideres malleri là một loài bọ cánh cứng trong họ Cerambycidae.